# ヨシプ・ラドシェヴィッチ
ヨシプ・ラドシェヴィッチ（Josip Radošević, 1994年4月3日 - ）は、クロアチア・スプリト出身の同国代表サッカー選手。ブレンビーIFに所属。ポジションはミッドフィールダー。

## 経歴
地元クラブのハイドゥク・スプリトのユースチームでキャリアをスタートさせ、2011年にトップチームに昇格した。11月23日、NKザグレブ戦でプロデビューを果たす。2013年1月31日、セリエAのSSCナポリに移籍した。2015年2月4日、母国のHNKリエカに期限付き移籍することが決定した。翌年1月31日からシーズン終了まで、プリメーラ・ディビシオンのSDエイバルにローンで加入した。
2017年7月3日、レッドブル・ザルツブルクからハイドゥク・スプリトへ復帰。前回の所属時と同じく背番号14のユニホームを着用する。
2018年7月27日、ブレンビーIFへ移籍した。

## 代表歴
クロアチア代表として各年代でプレーしている。2012年9月11日、2014 FIFAワールドカップ・ヨーロッパ予選グループAのベルギー代表戦でA代表デビューを果たし、クロアチア代表最年少出場記録を更新した。

## タイトル
ナポリ
- コッパ・イタリア : 2013-14
- スーペルコッパ・イタリアーナ : 2013-14

RBザルツブルク
- オーストリア・ブンデスリーガ : 2016-17
- オーストリア・カップ : 2016-17